# Радек Карл Бернгардович
Карл Бернгардович Радек (рос. Ка́рл Бернга́рдович Ра́дек) (нім. Karl Radek/Karl Berngardowitsch Radek) (ім'я при народженні Кароль Зобельзон, нім. Karol Sobelsohn) (31 жовтня 1885, Львів, Австро-Угорщина — 19 травня 1939, Верхньоуральськ, Челябінська область, РРФСР, СРСР) — більшовицький та комуністичний керівник єврейського походження. Упродовж 1919–1924 років — член ЦК РКП(б), у 1920–1924 — член (в 1920 р. секретар) Виконкому Комінтерну. Один із найвпливовіших комуністичних журналістів свого часу, співробітник газет «Правда» і «Известия». 1937 року засуджений до 10 років в'язниці за сфабрикованою справою «Паралельного антирадянського троцькістського центру». Помер у таборі 1939-го. 1988 року реабілітований.

### Твори Радека
- Розвиток Соціалізму від науки до акції. — Нью-Йорк, 1919. — 32 с.
- Праці Карла Радека [Архівовано 12 квітня 2012 у Wayback Machine.] на marxists.org (англ.)